# COUNTRY
『COUNTRY』（カントリー）は、J-WALK9枚目のオリジナルアルバム。 1990年2月21日にmeldacから発売された。

## 概要
前作「GALE」から10ヶ月振り。

## 収録曲
（全編曲：J-WALK）
1. COUNTRY [Instrumental]
2. 重い雨
作詞：増田俊郎、作曲：杉田裕
3. ONCE IN YOUR LIFE [chorus version]
作詞：リンダ ヘンリック、作曲：杉田裕
17枚目のシングルの1コーラスアカペラ・ヴァージョン。
4. ONCE IN YOUR LIFE
作詞：リンダ ヘンリック、作曲：杉田裕
17枚目のシングル。全英詞曲。
5. ピンクのラジオ
作詞：知久光康、作曲：杉田裕
6. Mrs. ロージィ ホワイト
作詞：知久光康、作曲：田切純一・J-WALK
7. ロードノイズのなかで
作詞：知久光康、作曲：田切純一
8. あいつだけの"Happy Birthday"
作詞：知久光康、作曲：中村耕一
9. カテドラルの鐘
作詞：増田俊郎、作曲：田切純一
10. ANGELINE
作詞：リンダ ヘンリック、作曲：杉田裕
17枚目のシングル「ONCE IN YOUR LIFE」のカップリング曲。全英詞曲。
11. 夜空の小夜曲(セレナーデ)
作詞：YABU、作曲：知久光康
12. COUNTRY [Instrumental]